# Seyed Ali Mousavi Nour
Seyed Ali Mousavi Noor (persa: سید علی موسوی نور, nascido em 7 de março de 2006) é um karateca iraniano. O atleta que conquistou a medalha de ouro no Campeonato Asiático de Karatê de 2021. Mousavi é membro da seleção nacional masculina de caratê do Irã em várias categorias. Ele conquistou sua primeira medalha oficial em 2021 no campeonato de seleções da província de Zanjan. Mousavi é originário da cidade de Ramhormoz.     

## Vida pregressa
Em 2017, iniciou o caratê no Clube Abadis sob a supervisão do técnico Ramhormzi e conquistou sua primeira medalha oficial em 2022 no campeonato nacional de seleções na província de Zandjan. Ele ganhou a medalha de ouro no Campeonato Asiático de Karatê em 2021, realizado em Almaty. No ranking da Federação Mundial de Karatê, ocupa o 3º lugar com peso de 70 kg.

## carreira

### Campeonato Asiático de 2021
Seyed Ali Mousavi Noor estreou em sua primeira experiência internacional na categoria até 70 kg do Campeonato Asiático de 2021, em Almaty, no Cazaquistão. Na primeira rodada, ele derrotou Alexander Morozov do Quirguistão com um placar de 3–1. 
Na segunda rodada, venceu Hasan al-Majadi, do Kuwait, por 4 a 1 e foi à final. Na partida final, Mousavi Noor derrotou Abdullah Al-Qahtani da Arábia Saudita com um placar de 0-0 (5-0 em Hanti) e conquistou a medalha de ouro desta competição.